# Svenska mästerskapen i dressyr 1982
Svenska mästerskapen i dressyr 1982 avgjordes i Strömsholm. Tävlingen var den 32:e upplagan av Svenska mästerskapen i dressyr.

## Resultat
| Placering | Ryttare       | Häst    |
| --------- | ------------- | ------- |
| 1         | Anna Svensson | Nicklas |
| 2         | Lena Svensson | Quick   |
| 3         | Bo Tibblin    | Aleks   |